# Gymnopilus ferruginosus
Gymnopilus ferruginosus là một loài nấm thuộc họ Cortinariaceae.